# 十和田市立洞内小学校
十和田市立洞内小学校（とわだしりつ ほらないしょうがっこう）は、青森県十和田市大字洞内にあった公立小学校。2023年3月末の閉校時点の児童数は25名。

## 沿革
- 1878年（明治11年）6月1日 - 洞内村の民家を借用し、洞内小学として設立。
- 1880年（明治13年）9月1日 - 洞内村字前田に校舎新築。大沢田分校設置。
- 1883年（明治16年） - 字山崎に校地移転。
- 1884年（明治17年） - 再度校地を字前田に移転。羽立分校設置。
- 1886年（明治19年） - 洞内簡易小学校と改称。
- 1892年（明治25年） - 洞内尋常小学校と改称。
- 1901年（明治34年） - 大沢田分校廃止。
- 1911年（明治44年）10月20日 - 洞内字前田88番2号に校舎新築。
- 1918年（大正7年） - 農業補習学校併置。
- 1923年（大正12年）4月1日 - 高等科を併置し、洞内尋常高等小学校と改称。
- 1935年（昭和10年）4月1日 - 青年訓練所充当洞内農業補習学校が、洞内青年学校となる。
- 1937年（昭和12年）1月20日 - 大字洞内字長根36番地に校舎新築。
- 1941年（昭和16年）4月1日 - 国民学校令により、洞内国民学校と改称。同日、洞内青年学校が、大深内青年学校に統合。
- 1947年（昭和22年）4月1日 - 学制改革により、大深内村立洞内小学校と改称。同日、洞内中学校を併置し、高等科生を中学校に移籍。更に、羽立分校が独立する。
- 1951年（昭和26年）4月1日 - 本校併置の洞内中学校が、大深内中学校に統合。
- 1955年（昭和30年）2月1日 - 大深内村が三本木町・藤坂村と合併した三本木市発足により、三本木市立洞内小学校と改称。
- 1956年（昭和31年）10月10日 - 市名変更により、十和田市立洞内小学校と改称。
- 1957年（昭和32年）8月3日 - 校歌制定。
- 1974年（昭和49年）4月 - 防音第一期工事完了。
- 1979年（昭和54年）3月 - 新校舎・体育館落成。
- 2006年（平成18年）1月 - 防音機能復旧事業完了。
- 2014年（平成26年）12月 - 耐震改修工事完了。
- 2022年（令和4年）11月12日 - 閉校式挙行[1]。
- 2023年（令和5年）3月31日 - 本校と松陽小学校を統合した大深内小学校開校により閉校。なお、同じ洞内地区に開校した大深内小学校は本校校舎を使用しない。

## 学区
- 大字洞内（字井戸頭(一部)・字稲荷ノ下・字後野(一部)・字枯木根・字客僧田・字妻ノ神・字杉ノ沢・字千刈田・字長田・字長根・字沼田野・字樋口(一部)・字前田・字向・字森田・字山崎）、大字大沢田（字有信山・字池ノ平・字芋久保・字大沢田・字北野・字笹館・字下道・字李平・字外前田・字前田・字堤沢）、大字馬洗場、大字立崎字焼山

## 周辺
- 青森県道169号立崎洞内線
- 国道4号
- 洞内プール

## アクセス
- 十和田観光電鉄バス「洞内」バス停下車後、すぐそば。

## 参考資料
- 『青森県教育史 別巻』（青森県教育委員会・1973年12月20日発行）「学校沿革 小学校」739頁「洞内小学校」（昭和32年の記載分まで）